# Jaume Garcia i Alsina
Jaume Garcia Alsina (Barcelona, 28 de març de 1874 - 20 de setembre de 1936) fou un metge, promotor esportiu i dirigent esportiu català.

## Biografia
Era fill de Pere Garcia i Corbera (1833-1903), que havia fundat, al carrer de Laforja, el 1868 de l'Instituto Higiénico Kinesioterápico. Des del 1904, situat a la rambla de Prat, el va dirigir i li va canviar el nom a Gimnàs Garcia Alsina, amb els aparells més moderns de l'època, i on començà a impartir també gimnàstica sueca. Aquest gimnàs fou el primer centre esportiu espanyol on es va jugar un partit de bàsquet el 1912, i també s'hi van fer conferències de Josep Elias i Juncosa sobre esport i olimpisme, i s'hi contruí la primera pista de tennis de què es té memòria, en el patí del gimnàs, a la cantonada amb el carrer Gran de Gràcia.
Fou catedràtic de medicina i gimnàstica, i va compaginar la direcció del gimnàs amb les classes d'educació física en diversos centres, com a l'Institut de Cultura i Biblioteca Popular de la Dona. Fou el primer president de la Federació Espanyola de Lluita (1914 i també primer president de la Federació Catalana de Lluita (1924-1932), i també ocupà la presidència de la Federació Catalana d'Atletisme en tres ocasions (1917-1918, 1920-1921 i 1922-1923). Va organitzar actes i conferències per promoure la cultura de l'olimpisme i la creació del Comitè Olímpic de Catalunya (COC). Va ser president del COC, creat el 1920 com un subcomitè del Comitè Olímpic Espanyol abans dels Jocs d'Anvers, en els quals va desfilar darrere del marquès de Villamejor en la inauguració dels Jocs Olímpics d'Estiu de 1920 a Anvers. Després del fracàs del Comitè Olímpic Espanyol en demanar la celebració dels Jocs Olímpics d'Estiu de 1924 per a Barcelona, aquest fou refundat per la dictadura de Primo de Rivera l'11 de gener de 1924, i en foren depurats els directius catalans, entre els quals ell mateix. Per aquesta raó el 25 de juny de 1924 decidí fundar l'Agrupació Olímpica del Gimnàs Garcia com a "societat cultural i esportiva l'objectiu de la qual és la regeneració de la nostra raça, per mitjà de la pràctica de les proves olímpiques i com a base la gimnàstica esportiva". Un dels seus objectius era "procurar la millor representació en els Jocs Olímpics en quantitat i qualitat dels participants". El 12 de juliol de 1924 fou oficialitzada com a organisme amb la missió d'enviar representants espanyols als Jocs Olímpics, ja que segons la Llei d'Associacions de 1887 va ser el primer comitè olímpic d'Espanya conforme a la llei. Nogensmenys el 1926 Garcia Alsina fou readmès al COE, que serà inscrit com a Agrupació Olímpica al Registre d'Agrupacions del Govern Civil en comptes de l'Agrupació d'Alsina.

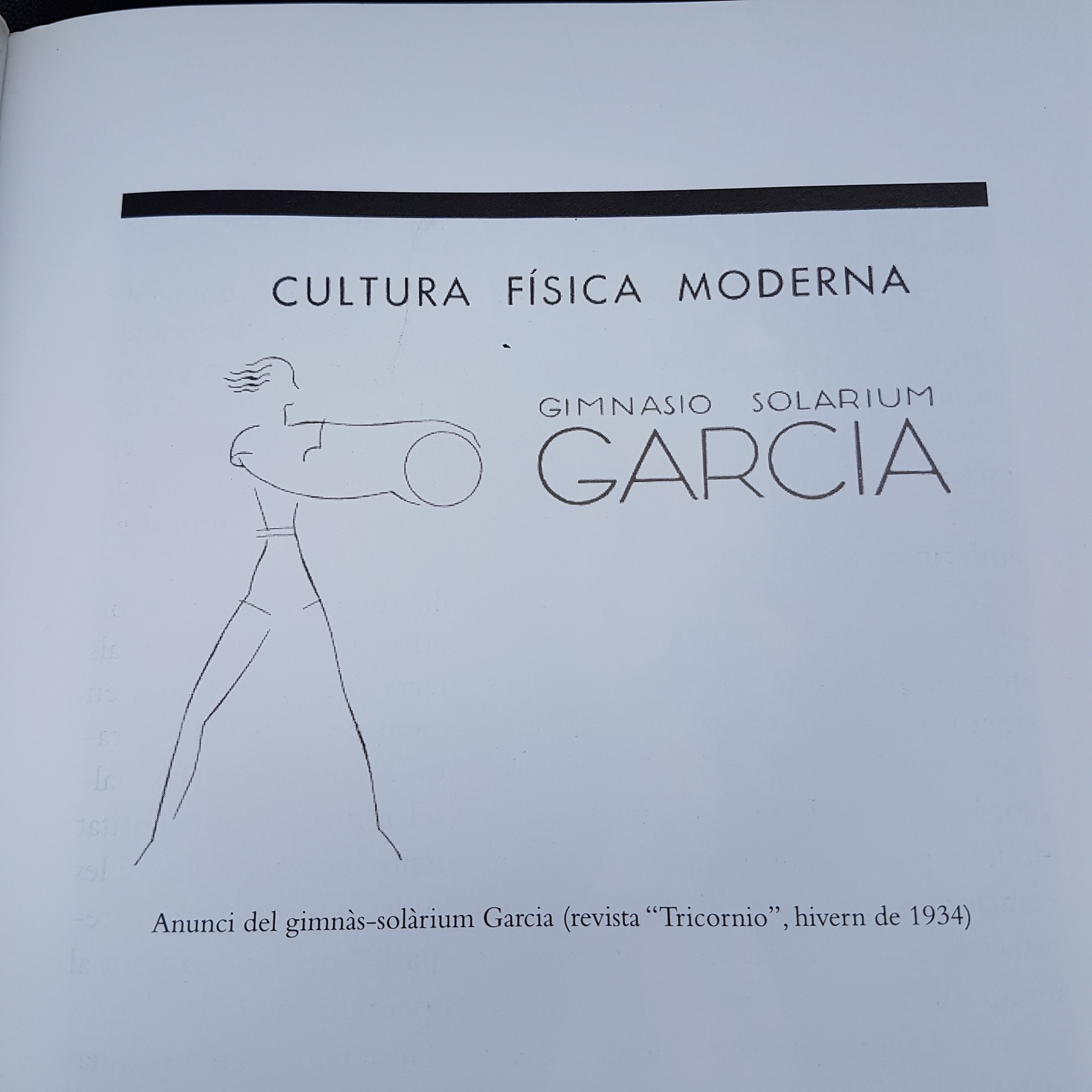
Publicitat per al Gimnàs-solàrium García (revista Tricornio, 1934), obra de Mariana Gonxarov.

Al gener de 1930 va obrir el Gimnàs Solarium al carrer de la Diputació, 239, de Barcelona. Durant aquells anys fou delegat del Comitè Olímpic Espanyol i organitzador de conferències per tal d'impulsar la gimnàstica, l'esport i la higiene entre el jovent i la tercera edat, i un ferm animador a les dones en la pràctica de la gimnàstica. El 1935 fou un dels organitzadors del I Congrés Català d'Educació Física, presidit per August Pi i Sunyer i del qual fou vocal juntament amb Carles Comamala López del Pan.

## Vida personal
El seu fill, el metge Joan Garcia i Rodríguez, havia estat dirigent de la Federació Catalana d'Esports d'Hivern i participà en els Jocs Olímpics d'Hivern de 1936 a Garmisch-Partenkirchen. Ell i el seu pare foren assassinats el 20 de setembre de 1936 per uns "incontrolats" en circumstàncies terribles. El seu fill Santiago García Rodríguez, casat amb Mariana Gonxarov, esdevingué el propietari del Gimnàs-Solàrium García Alsina.
La seva mare havia estat casada, abans del matrimoni amb Pere Garcia, amb Eduard Tolosa. Un fill d'aquest matrimoni i, per tant, germà consanguini de Jaume Garcia, fou el pintor Aureli Tolosa i Alsina.